# Вулька-Бабська
Вулька-Бабська (пол. Wólka Babska) — село в Польщі, у гміні Біла-Равська Равського повіту Лодзинського воєводства.
Населення — 120 осіб (2011).
У 1975-1998 роках село належало до Скерневицького воєводства.

## Демографія
Демографічна структура станом на 31 березня 2011 року:
|          | Загалом | Допрацездатний вік | Працездатний вік | Постпрацездатний вік |
| -------- | ------- | ------------------ | ---------------- | -------------------- |
| Чоловіки | 59      | 9                  | 41               | 9                    |
| Жінки    | 61      | 14                 | 26               | 21                   |
| Разом    | 120     | 23                 | 67               | 30                   |